# タイムリー10
『KBS（京都）タイムリー10』（ケービーエス（きょうと）タイムリーテン）は、1980年4月1日から1990年までKBS京都テレビで放送されていたニュース番組。
日本の民放テレビ局史上初のプライムタイムで放送されたワイドニュース番組である。当時はニュースステーションがまだなかったことから、仕事帰りや飲み屋からの帰りのサラリーマンに重宝されていた。
協力：京都新聞社。
当初1年間はまだ正式局名の近畿放送のままだったので『KBSタイムリー10』として放送の後、1981年4月から現在の呼称に変更されたため、『KBS京都タイムリー10』となった。

## 概要
番組は地域の身近な問題などをテーマに、その当事者たちが視聴者からの意見も交えながら討論するという形式で進行。生放送であるので、特集に対する意見や、速報・情報などは随時電話にて募集を行っていた。特に地方行政についてはかなり力を入れていた。進行役は、ニュースキャスターとゲストコメンテーターとアシスタントの3人が担当。ディレクターは、後に『京都大好きラジオ』のプロデューサー兼ディレクターとなる町田寿二が務めた。
1980年、番組は日本ジャーナリスト会議の「奨励賞」を受賞した。
本番組の終了後、KBSの夜のニュースワイドはフリーアナウンサーの奥田博之が進行役を務める『エリアジャーナル』へと移行した。

## 放送時間
- 平日版は、当初は22:00 - 22:55に放送されていた。一時期「ザ・タイムリー」と題して20時台に放送されていたこともあるが、1987年春頃に再度放送時間を変更し、最終的には「KBS京都タイムリー10」へとタイトルを戻した上で21:30 - 22:25に落ち着いた。
- 週末版は、1987年時点では22:00 - 22:30に放送されていた。
- 翌朝10時台に再放送を行っていた時期もある。

## 出演者

### 歴代キャスター
- 飛鳥井雅和（当時近畿放送アナウンサー）[2][3]
- 伏見昌子（フリーアナウンサー）[2]
- 山口進[4]
- 新村章[4]
- 影山久美[4]
- 小崎愃
- 山口智子
- 竹内晶子
- ほか

### アシスタント
- 大崎真美[3]
- 稲岡秀美

### ゲスト
- 二世茂山千之丞

ほか

## テーマ曲
いずれも放送開始当初のもの。
- 前テーマ：「Song For Lorraine 」Spyro Gyra
- 後テーマ：「アンティルの日」加藤和彦

後に、地元京都のSF作家としてインタヴューを受けた縁で、菅浩江（すがひろえ）
番組内のすべての音楽を担当。
- テーマソング
- 天気予報（雨用／晴れ用）
- スポーツ
- エンディング
- ジングル